# 増井健人
増井 健人（ますい たけひと、1949年10月7日 - ）は、日本の運輸官僚。気象庁次長や、全国通運連盟理事長、東京空港交通社長、東京シティエアターミナル社長を歴任。

## 人物
1973年に一橋大学経済学部を卒業し、運輸省（のち国土交通省）に入省。
1989年に、近畿運輸局自動車部長として、MKタクシーが事業区域外のキタに待合所を開設し、大阪のタクシー業界とトラブルを生じさせていた問題に対応、待合所の運営には無理があるとし、MKタクシーに自主的な撤退を促した。
1999年には東北運輸局長に就任。着任会見で、在来線にあるトンネル548ヶ所を早急に点検するように鉄道事業者に指示したことを明らかにした。また木村守男（青森県知事）らと協議し、奥羽本線高速化検討委員会を設立する合意をし、奥羽線の弘前・青森間の高速化問題に取り組んだ。
その後2001年に国土交通省飛行場部長に就任。中部国際空港開港後の名古屋空港の扱い方につき、2002年、地元の鵜飼一郎（春日井市長）、中野直輝（小牧市長）、江崎定男（豊山町長）から、設置管理主体を県とした小型機専用空港として運営する方向で検討してほしいとの陳情を受け、今後地元と協議を進めると答えた。その後、2005年に、名古屋空港は、設置管理を国土交通省から愛知県へ移管され、設置区分も「第二種（A）空港」から「その他公共用飛行場」に変更された。
また大田正（徳島県知事）が徳島飛行場の拡張・周辺整備事業の凍結をするとの発表をした際には、徳島飛行場拡張の必要性があるとの認識示した上で、凍結に必要な条件は何かという相談を県当局から受けたが、凍結を求められたわけではないと、来代正文（自民党徳島県民会議幹事長）らに説明した。
また新福岡空港構想につき、武田文男（福岡県副知事）らから説明を受け、日本全体でどうあるべきか、福岡でどうあるべきかの両面で、議論していきたいと答えた。
気象庁次長等を経て、2003年国土交通省を退官。退官後は、2004年に民営化された東京メトロで常務等を務めたのち、東京空港交通代表取締役社長、東京シティエアターミナル代表取締役社長。2019年空港アクセスバス・アライアンス（ABA）初代会長。2020年春の叙勲で瑞宝中綬章受章。

## 経歴
- 1973年3月 - 一橋大学経済学部卒業
- 1974年4月 - 運輸省入省
- 1998年 - 運輸省関東運輸局次長
- 1999年6月 - 運輸省東北運輸局長
- 2001年 - 国土交通省東北運輸局長
- 2001年 - 国土交通省航空局飛行場部長
- 2002年7月 - 気象庁次長
- 2003年7月19日 - 陸上貨物運送事業労働災害防止協会常任理事（非常勤）
- 2003年7月 - 社団法人全国通運連盟理事長
- 2006年6月29日 - 東京地下鉄株式会社取締役（財務部担当）
- 2006年7月25日 - 財団法人メトロ文化財団監事
- 2007年6月29日 - 東京地下鉄株式会社常務取締役（財務部担当）

## 著作
- 「空港環境対策について--地域と空港の共生に向けて」（航空と環境（通号 7）、2002年夏）
- 「8つのWGの活動について（特集 国内観光促進協議会8WG（ワーキンググループ）報告の概要 2）」（城石幸治、宮武茂典と共著）（観光（通号362）、1996年11月）
- 「第6次空港整備5箇年計画の策定に向けて（21世紀を展望した航空行政<特集>）」（トランスポート40(11)、1990年11月）
- 「騒音対策の充実強化と航空安全の確保--航空局 (昭和50年度運輸省関係予算<特集>）」（トランスポート25(3)、1975年3月）